# ホークアイ (審判補助システム)
ホークアイ (Hawk-Eye) は、ソニーが2011年3月7日に買収したホーク・アイ・イノベーションズが開発を進める審判補助システム（ゴールライン・テクノロジー）である。球技において、試合中にボールの位置や軌道を分析し、それらをコンピューターグラフィックスで再現することにより、審判が下す判定の補助を行うコンピューター映像処理システム。またボールの位置や軌道の統計を作成し画面に表示する。クリケットの試合やテニスのウィンブルドン選手権等の国際大会で採用されており、他の球技にも応用可能とされる。

## 概要
本システムの名称は「The Hawk-Eye Officiating System」である。
このシステムでは、競技場に設置された複数のカメラが捉えた映像からボールの最も妥当な軌道を再構築し、コンピューターグラフィックスで瞬時に再現する。Hawk-Eyeは「鷹の目」を意味し、またHawk-Eyeの名称は開発者の名前であるポール・ホーキンズ (Dr. Paul Hawkins) が由来である。
ホークアイは、脳手術およびミサイル追跡に元々使用されている技術を使用している
。1999年にイギリスのRoke Manor Research社にて研究が開始され、ホーキンズ博士をリーダーとしてシステムの構想が生まれた。その後2001年9月にホーク・アイ・イノベーションズ社 (Hawk-Eye Innovations Ltd) が別会社として設立された。
2011年3月7日にはソニーがホーク・アイ・イノベーションズを買収している。

## 採用スポーツ

### クリケット
ホークアイが最初に名を揚げたのは、クリケットのテレビ放送でのことであった。国際クリケット評議会はホークアイを公式には採用していない。イギリス、インド、南アフリカ、オーストラリア、ニュージーランドのチームは、トレーニングや作戦を練ることを目的として、ホークアイにより作られたデータを試合中に分析する。

### テニス
テニスでは、コートの周囲に10台のカメラを設置し、結果は2-3秒以内に画面に表示される。コート上でボールが接地した位置とラインの関係を判定したり、プレーヤーが打球をした時のボールの位置、あるいはサーブの時などのボールの軌道やコートに接地した位置を記録し、それらの統計を表示するといった利用がなされる。
テニスでは、本システムを利用して審判の判定に異議を申し立てることを「チャレンジ」(challenge) と呼ぶ。選手は1セットにつき3回までチャレンジを行う権利を持つ。チャレンジにより、ボールの軌道、接地箇所、および判定結果が場内のスクリーンに映され、またテレビなどの放送でも利用される。システムの判定結果が選手の判断通り審判と異なっていた場合は、チャレンジを行える回数が保持され、審判の判定通りであった場合は回数が1回減る。
2005年10月、国際テニス連盟が本システムを導入することを承認。2006年3月22日からのナスダック100オープンで、テニス史上初のビデオ判定が行われ、Jamea Jacksonが初めてのチャレンジ権行使者となった。4大大会では、2006年8月28日からの全米オープンで初めて導入され、センターコートなど2会場で設置された。2007年には全豪オープンおよびウィンブルドン選手権でも導入された。ただし、全仏オープンをはじめとするクレーコートで行なわれる大会では、コートに残るボールの着地跡で判定を行なうためチャレンジシステムは採用されていない。日本では2008年に東レ パン・パシフィック・オープン・テニストーナメントにおいて、2010年にジャパン・オープン・テニス選手権においてそれぞれ初めて使用された。
同システムの導入をめぐっては、トップ選手であるロジャー・フェデラーやレイトン・ヒューイットが反対の意向を示すなどして話題となった。

### サッカー
サッカーにおけるホークアイは、両ゴール裏や両ゴール付近に設置した6台から8台のハイスピードカメラがそれぞれ違う角度からボールの正確な位置を撮影し、映像ソフトウェアが瞬時に解析、正確な位置を三次元で割り出す。ボールがゴールラインを通過すると審判の腕時計に暗号化された信号が送られる仕組み。「試合の流れを妨げない」ようにとのFIFAの要求通り1秒以内に判定を下すことが出来る。
2010 FIFAワールドカップにおいて審判による誤審が相次いだことから、「サッカーの判定は人間がするもの」、「試合の流れを妨げる」などの理由で、これまで機械での判定全てに反対の立場だったブラッターFIFA(国際サッカー連盟)会長も2011年12月5日にゴール判定に限り、新技術を早ければ2012年から導入すると表明した。2012年3月3日英国のサリーで開催されたサッカーのルール等を決定する国際サッカー評議会(IFAB)年次総会で、2011年2月7日～2月13日にスイス・チューリッヒの研究機関で試験した10社の技術のうち2社分について2012年3～6月に最終試験(第2段階の実験)を行い、同年7月の特別会合でゴール判定技術(ゴールライン・テクノロジー「Goal line Technology」、略称GLT)を採用するかどうかを決定すると決まった。
2022年に行われた、FIFAワールドカップ カタール大会のVARシステムに使用され、日本対スペインの後半6分に三笘薫によるゴールライン際のボールの折り返し（いわゆる三笘の1mm）が起き、そのミリ単位での正確な判定が話題となった。

### 野球
メジャーリーグ・ベースボール (MLB)では、2020年から全本拠地のトラッキングシステムをトラックマンからホークアイに変更。日本でも、東京ヤクルトスワローズが2020年に他球団に先駆けて導入。以降も様々な球団が導入している。